# Pytheas (cráter)

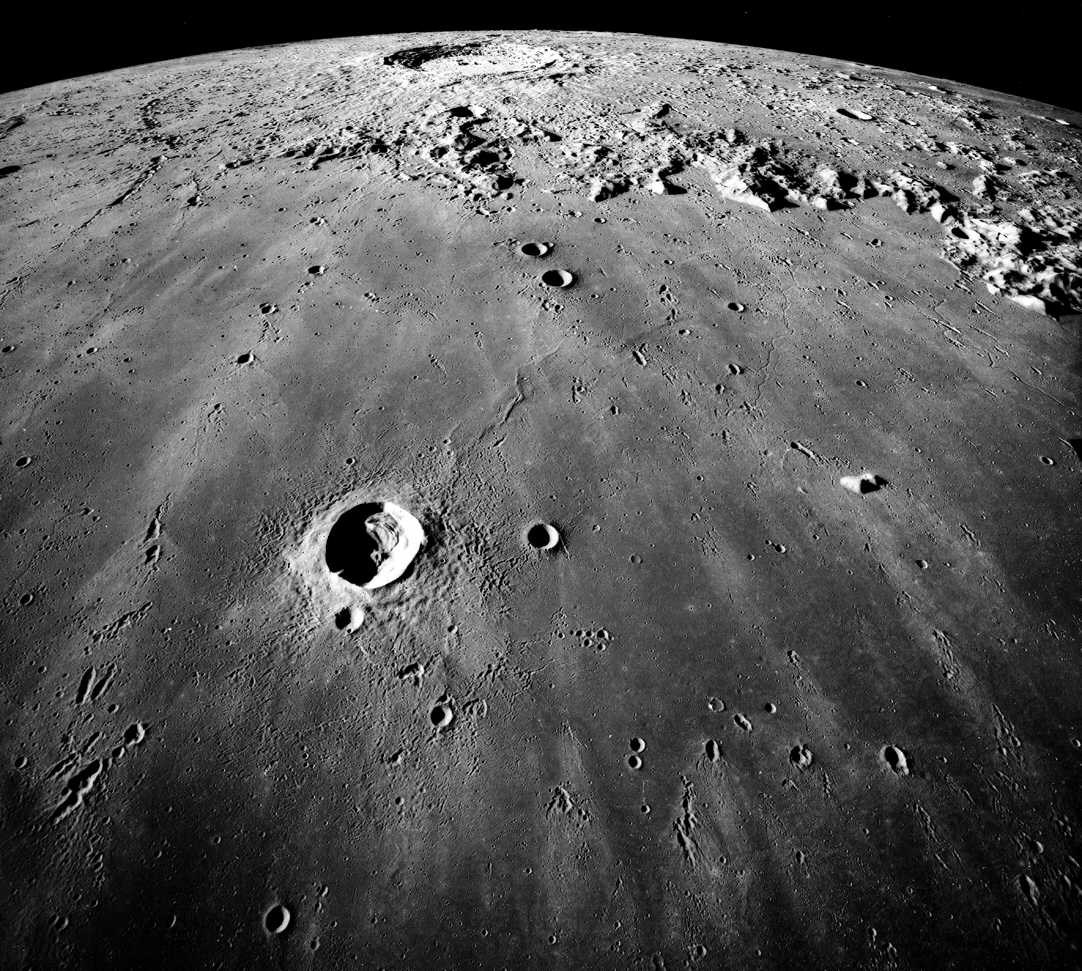
Pytheas (abajo izquierda) y Copernicus (arriba) desde el Apolo 17. Foto NASA.

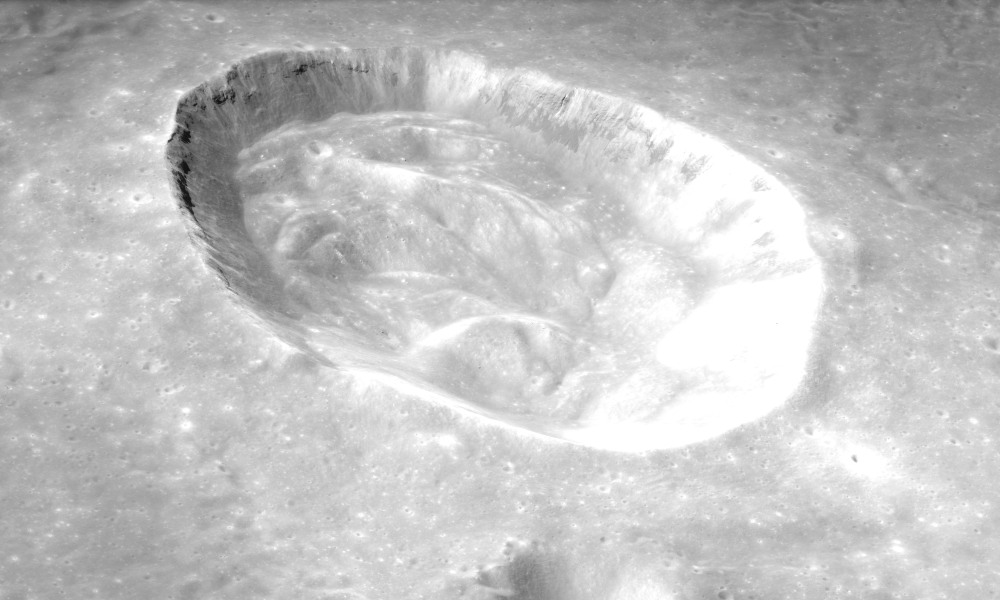
Fotografía de la misión Apolo 15

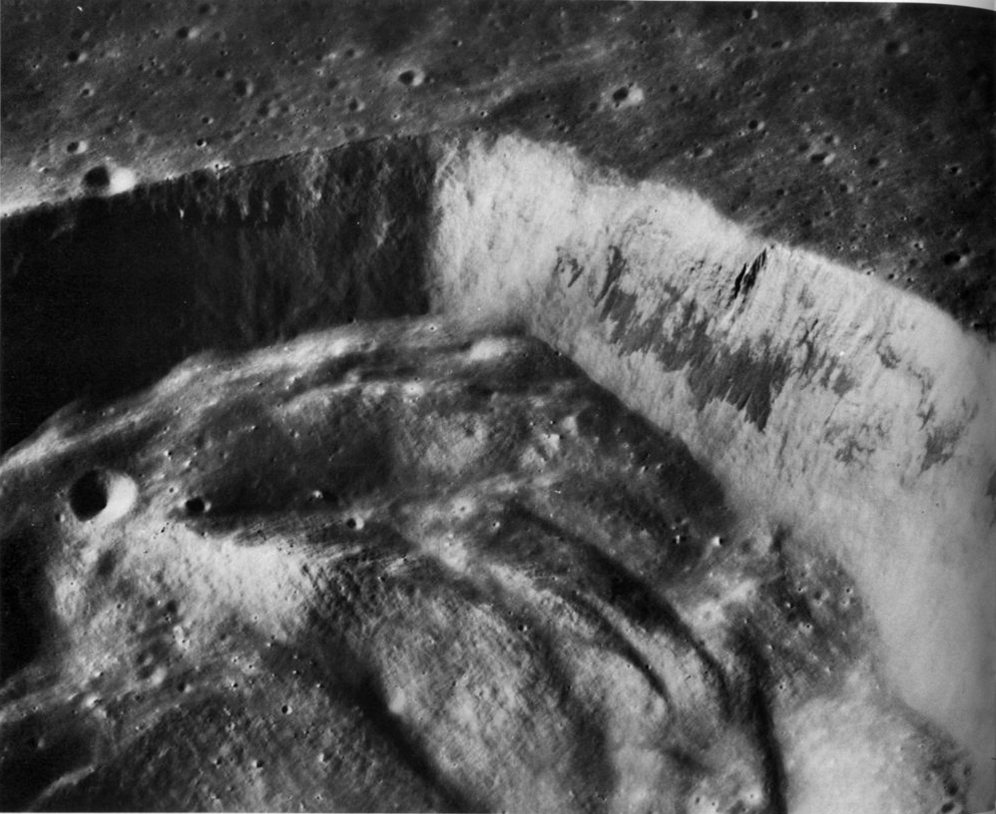
Detalle del sur del brocal de Pytheas desde el Apolo 17

Pytheas es un pequeño cráter de impacto lunar ubicado en la parte sur del Mare Imbrium, al sur del cráter Lambert.
|  |

Tiene un borde bien definido, con rampas externas onduladas, y un interior irregular debido a al efecto inmediatamente posterior al impacto que formó el cráter. Un pequeño cráter yace sobre las rampas exteriores del lado norte. Un cráter similar aparece a unos 20 km al oeste. El cráter posee un pequeño sistema de marcas radiales que se extiende sobre un radio de unos 50 kilómetros. Está rodeado por el mar lunar recubierto con el material pulverulento de los rayos de Copernicus al sur.

## Cráteres satélite
Por convención estos elementos son identificados en los mapas lunares poniendo la letra en el lado del punto medio del cráter que está más cercano a Pytheas.
|         | \| Pytheas \| Coordenadas \| Diámetro \| \| ------- \| ----------------------------- \| -------- \| \| A \| 20°30′N 21°42′O / 20.5, -21.7 \| 6 km \| \| B \| 17°30′N 19°24′O / 17.5, -19.4 \| 4 km \| \| C \| 18°48′N 19°06′O / 18.8, -19.1 \| 4 km \| \| D \| 21°06′N 20°30′O / 21.1, -20.5 \| 5 km \| \| E \| 18°06′N 19°00′O / 18.1, -19.0 \| 4 km \| \| F \| 16°30′N 19°06′O / 16.5, -19.1 \| 5 km \| \| G \| 21°36′N 17°42′O / 21.6, -17.7 \| 4 km \| \| H \| 20°30′N 16°30′O / 20.5, -16.5 \| 3 km \| \| J \| 21°36′N 21°06′O / 21.6, -21.1 \| 3 km \| \| K \| 19°54′N 16°12′O / 19.9, -16.2 \| 2 km \| \| L \| 18°36′N 16°54′O / 18.6, -16.9 \| 3 km \| \| M \| 19°54′N 17°42′O / 19.9, -17.7 \| 3 km \| \| N \| 22°30′N 20°30′O / 22.5, -20.5 \| 3 km \| \| U \| 21°42′N 19°24′O / 21.7, -19.4 \| 3 km \| \| W \| 21°42′N 23°42′O / 21.7, -23.7 \| 3 km \| |          |
| Pytheas | Coordenadas | Diámetro |
| A       | 20°30′N 21°42′O / 20.5, -21.7 | 6 km     |
| B       | 17°30′N 19°24′O / 17.5, -19.4 | 4 km     |
| C       | 18°48′N 19°06′O / 18.8, -19.1 | 4 km     |
| D       | 21°06′N 20°30′O / 21.1, -20.5 | 5 km     |
| E       | 18°06′N 19°00′O / 18.1, -19.0 | 4 km     |
| F       | 16°30′N 19°06′O / 16.5, -19.1 | 5 km     |
| G       | 21°36′N 17°42′O / 21.6, -17.7 | 4 km     |
| H       | 20°30′N 16°30′O / 20.5, -16.5 | 3 km     |
| J       | 21°36′N 21°06′O / 21.6, -21.1 | 3 km     |
| K       | 19°54′N 16°12′O / 19.9, -16.2 | 2 km     |
| L       | 18°36′N 16°54′O / 18.6, -16.9 | 3 km     |
| M       | 19°54′N 17°42′O / 19.9, -17.7 | 3 km     |
| N       | 22°30′N 20°30′O / 22.5, -20.5 | 3 km     |
| U       | 21°42′N 19°24′O / 21.7, -19.4 | 3 km     |
| W       | 21°42′N 23°42′O / 21.7, -23.7 | 3 km     |